# Uzbekistan la Jocurile Olimpice de vară din 2016
Uzbekistanul a participat la Jocurile Olimpice de vară din 2016 de la Rio de Janeiro în perioada 5 – 21 august 2016, cu o delegație de 70 de sportivi, care a concurat în 15 sporturi. Cu un total de 13 medalii, inclusiv patru de aur, Uzbekistan s-a aflat pe locul 21 în clasamentul final.

## Participanți
Delegația uzbecă a cuprins 70 de sportivi: 42 bărbați și 28 femei (rezervele la fotbal, handbal, hochei pe iarbă și scrimă nu sunt incluse). Cel mai tânăr atlet din delegația a fost luptătoarea de taekwondo Nigora Tursunkulova (17 ani), cel mai vechi a fost gimnasta Oksana Ciusovitina (41 de ani).
| Sport                   | Masculin | Feminin | Total |
| ----------------------- | -------- | ------- | ----- |
| Atletism                | 6        | 10      | 16    |
| Box                     | 10       | 1       | 11    |
| Caiac canoe             | 3        | 1       | 4     |
| Canotaj                 | 1        | 0       | 1     |
| Gimnastică artistică    | 1        | 1       | 2     |
| Gimnastică ritmică      | 0        | 6       | 6     |
| Gimnastică – trambulină | 0        | 1       | 1     |
| Haltere                 | 5        | 0       | 5     |
| Judo                    | 7        | 1       | 8     |
| Lupte                   | 4        | 4       | 8     |
| Natație                 | 1        | 1       | 2     |
| Taekwondo               | 2        | 1       | 3     |
| Tenis                   | 1        | 0       | 1     |
| Tenis de masă           | 0        | 1       | 1     |
| Tir                     | 1        | 0       | 1     |
| Total                   | 42       | 28      | 70    |

## Medalii

### Medaliați
| Medalie | Nume                  | Sport   | Probă           | Dată      |
| ------- | --------------------- | ------- | --------------- | --------- |
| Aur     | Hasanboy Dusmatov     | Box     | 49 kg masculin  | 14 august |
| Aur     | Ruslan Nurudinov      | Haltere | 105 kg masculin | 15 august |
| Aur     | Shakhobidin Zoirov    | Box     | 52 kg masculin  | 21 august |
| Aur     | Fazliddin Gaibnazarov | Box     | 64 kg masculin  | 21 august |
| Argint  | Shakhram Giyasov      | Box     | 69 kg masculin  | 17 august |
| Argint  | Bektemir Melikuziev   | Box     | 75 kg masculin  | 20 august |
| Bronz   | Diyorbek Urozboev     | Judo    | 60 kg masculin  | 6 august  |
| Bronz   | Rishod Sobirov        | Judo    | 66 kg masculin  | 7 august  |
| Bronz   | Rustam Tulaganov      | Box     | 91 kg masculin  | 13 august |
| Bronz   | Elmurat Tasmuradov    | Lupte   | 59 kg masculin  | 14 august |
| Bronz   | Murodjon Akhmadaliev  | Box     | 56 kg masculin  | 18 august |
| Bronz   | Ikhtiyor Navruzov     | Lupte   | 65 kg masculin  | 21 august |
| Bronz   | Magomed Ibragimov     | Lupte   | 97 kg masculin  | 21 august |

### Medalii după sport
| Sport   | Aur | Argint | Bronz | Total |
| Box     | 3   | 2      | 2     | 7     |
| Haltere | 1   | 0      | 0     | 1     |
| Judo    | 0   | 0      | 2     | 2     |
| Lupte   | 0   | 0      | 3     | 3     |
| Total   | 4   | 2      | 7     | 13    |

## Natație
| Sportiv            | Probă      | Calificări | Calificări | Semifinale    | Semifinale    | Finală        | Finală        |
| Sportiv            | Probă      | Timp       | Loc        | Timp          | Loc           | Timp          | Loc           |
| ------------------ | ---------- | ---------- | ---------- | ------------- | ------------- | ------------- | ------------- |
| Vladislav Mustafin | 100 m bras | 1:01,84    | 34         | Nu au avansat | Nu au avansat | Nu au avansat | Nu au avansat |